# Žung I-žen
Žung I-žen (čínsky pchin-jinem Róng Yìrén, znaky zjednodušené 荣毅仁; 1. května 1916 — 26. října 2005) byl čínský podnikatel a politik, viceprezident Čínské lidové republiky (1993–1998), místopředseda stálého výboru Všečínského shromáždění lidových zástupců (1983–1993), místopředseda celostátního výboru Čínského lidového politického poradního shromáždění (1978–1983), prezident a předseda rady ředitelů společnosti CITIC (China International Trust and Investment Corporation, 1978–1993). Pocházel z rodiny podnikatelů v potravinářském a textilním průmyslu, v 50. a první polovině 60. let působil ve vedení Čínského sdružení pro demokratickou národní výstavbu, jedné z menších politických stran Čínské lidové republiky a Všečínské federace průmyslu a obchodu, v šanghajské městské správě, v letech 1959–1967 byl náměstkem ministra textilního průmyslu. Během kulturní revoluce byl pronásledován, od poloviny 70. let se vrátil do veřejného života, s přímou podporu Teng Siao-pchinga se soustředil na podporu ekonomických reforem a zejména získávání zahraničních investic.

## Život
Žung I-žen se narodil 1. května 1916 ve Wu-si na jihu provincie Ťiang-su. Roku 1937 absolvoval studia historie na Univerzitě sv. Jana v Šanghaji a nastoupil na manažerské pozice v rodinném podniku, otec a strýc totiž vlastnili mlýny a přádelny.
Po převzetí moci komunisty a vzniku Čínské lidové republiky jeho rodina pokračovala v podnikání, až roku 1956 byly rodinné podniky za náhradu znárodněny. Žung I-žen se aktivně účastnil veřejného života, vstoupil do Čínského sdružení pro demokratickou národní výstavbu, jedné z menších politických stran Čínské lidové republiky, působil v šanghajské městské správě i východočínském vojensko-administrativním výboru, roku 1953 byl v nově vzniklé Všečínské federaci průmyslu a obchodu zvolen jedním z místopředsedů jejího výkonného výboru (do roku 1988) a roku 1954 byl zvolen poslancem Všečínského shromáždění lidových zástupců (znovuzvolen v letech 1959, 1964, 1975, 1978 a 1993). V Čínském sdružení pro demokratickou národní výstavbu byl v letech 1955–1992 členem stálého výboru ústředního výboru. Od roku 1957 byl místostarostou Šanghaje a od roku 1959 náměstkem ministra textilního průmyslu. Roku 1959 byl vybrán mezi členy celostátního výboru Čínského lidového politického poradního shromáždění (ČLPPS, znovu 1965 a 1978), v letech 1965–1983 byl členem stálého výboru celostátního výboru ČLPPS.
Během kulturní revoluce byl pronásledován, nějakou dobu pracoval jako uklízeč, později se dostal pod ochranu Čou En-laje a Rudých gard spojených s ministerstvem textilního průmyslu. Po roce 1972 se vrátil k veřejnému působení, od roku 1975 působil ve stálém výboru Všečínského shromáždění lidových zástupců (do 1993), roku 1978 byl zvolen místopředsedou celostátního výboru Čínského lidového politického poradního shromáždění (do 1983), v letech 1983–1993 byl po dvě volební období místopředsedou Všečínského shromáždění lidových zástupců. I nadále působil ve Všečínské federaci průmyslu a obchodu jako místopředseda a v letech 1988–1993 předseda jejího výkonného výboru. Roku 1985 vstoupil do Komunistické strany Číny, jeho členství však nebylo veřejně známo.
Koncem 70. a v 80. letech patřil (jako jeden z takzvaných „pěti stařešinů“, vedle Chu Ťüe-wena, Chu C’-anga, Čou Šu-tchaoa a Ku Keng-jüa) k nekomunistickým bývalým průmyslníkům, kteří s podporou Teng Siao-pchinga svou autoritou a zkušenostmi pomáhali v zavádění ekonomických reforem. Zejména hrál významnou roli v získávání zahraničních investic; za tímto účelem vznikla roku 1978 společnost CITIC (China International Trust and Investment Corporation), ve které byl do roku 1993 prezidentem a předsedou rady ředitelů. Právě CITIC organizovala první zahraniční investice do ekonomiky Čínské lidové republiky, Žung I-žen přitom s výhodou využíval rozvětvené sítě svých příbuzných, rozptýlených po jihovýchodní Asii i západních zemích.
V březnu 1993 byl zvolen viceprezidentem Čínské lidové republiky. Funkci vykonával jedno volební období, do března 1998.
Zemřel v Pekingu 26. října 2005.